# Institut d'enseignement supérieur (Cayenne)
L'Institut d'enseignement supérieur est un monument historique de Guyane situé dans la ville de Cayenne.
Le site est inscrit monument historique par arrêté du 9 décembre 1992.